# Municipio Asientos
Koordinaten: 22° 14′ N, 102° 5′ W
Asientos ist der Name eines der elf Municipios des mexikanischen Bundesstaats Aguascalientes. Verwaltungssitz des Municipios ist das gleichnamige Asientos, größter Ort ist hingegen Villa Juárez. Das Municipio hat 45.492 Einwohner (2010) und bedeckt eine Fläche von 549,1 km².

## Geographie
Das Municipio Asientos liegt im Osten des Bundesstaats Aguascalientes auf einer Höhe zwischen 2000 m und 2600 m. Es zählt zur Gänze zur physiographischen Provinz der Mesa del Centro. Gut 86 % des Municipios liegen im Einzugsgebiet des Río Lerma und entwässert damit in den Pazifik, der Rest liegt in der endorheischen hydrologischen Region El Salado. Die Geologie des Municipios setzt sich aus 41 % Alluvionen, 33 % rhyolithischen Tuffen, 19 % Sedimentgestein und 7 % Metamorphiten zusammen; Bodentyp von 53 % des Municipios ist der Durisol bei 32 % Leptosol. 65 % der Gemeindefläche dienen dem Ackerbau, 22 % sind von Gestrüpplandschaft bedeckt, etwa 12 % dienen als Weideland.
Das Municipio Asientos grenzt an die Municipios Tepezalá, El Llano, Aguascalientes, San Francisco de los Romo und Pabellón de Arteaga sowie an die Bundesstaaten Jalisco und Zacatecas.

## Bevölkerung
Beim Zensus 2010 wurden im Municipio 45.492 Menschen in 10.007 Wohneinheiten gezählt. Davon wurden 47 Personen als Sprecher einer indigenen Sprache registriert. Etwa 5,5 % der Bevölkerung waren Analphabeten. 14.319 Einwohner wurden als Erwerbspersonen registriert, wovon ca. 78 % Männer bzw. etwa 7,6 % arbeitslos waren. Etwa acht Prozent der Bevölkerung lebten in extremer Armut.

## Orte
Das Municipio Asientos umfasst 168 bewohnte localidades, von denen der Hauptort sowie Villa Juárez und Ciénega Grande vom INEGI als urban klassifiziert sind. Zwölf Orte wiesen beim Zensus 2010 eine Einwohnerzahl von über 1000 auf, weitere 37 Orte hatten zumindest 100 Einwohner. Die größten Orte sind:
| Ort                                  | Einwohner |
| Villa Juárez                         | 4888      |
| Asientos                             | 4517      |
| Ciénega Grande                       | 3348      |
| Guadalupe de Atlas                   | 2259      |
| Lázaro Cárdenas                      | 1583      |
| Pilotos                              | 1331      |
| Bimbaletes Aguascalientes (El Álamo) | 1223      |
| Molinos                              | 1219      |
| El Tule                              | 1189      |
| Noria del Borrego (Norias)           | 1186      |
| Licenciado Adolfo López Mateos       | 1074      |
| Jarillas                             | 1041      |